# Deuxième guerre civile libyenne
Pour les articles homonymes, voir guerre civile libyenne.
- Territoire contrôlé par la Chambre des représentants et ses alliés
- Territoire contrôlé par le Gouvernement d'union nationale et ses alliés
- Territoire contrôlé par les milices locales

Batailles
- Benghazi (2014)
- Aéroport de Tripoli (en)
- Benghazi (2014–17)
- Oubari
- Kikla
- Derna (2015–16)
- Zliten
- Croissant pétrolier (janv. 2016)
- Syrte (2016)
- Croissant pétrolier (sept. 2016)
- Croissant pétrolier (2017)
- Birak (2017)
- Derna (2018–19)
- Croissant pétrolier (2018)
- Tripoli (2018)
- Fezzan
- Tripoli (2019–20)
- Syrte (2020)
- Tripolitaine orientale (2020)

La deuxième guerre civile libyenne est un conflit opposant en Libye de 2014 à 2020 trois gouvernements rivaux, différents groupes armés qui leur sont plus ou moins proches, dont plusieurs groupes djihadistes, ainsi que des groupes rebelles tchadiens et soudanais (Darfour) servant de mercenaires :
- le gouvernement d'union nationale (GNA) du Conseil présidentiel[25] présidé par Fayez el-Sarraj, reconnu par l'ONU à partir de mars 2016 ;

- le gouvernement de la Chambre des représentants élus en 2014, internationalement reconnu jusqu'en mars 2016, également appelé « gouvernement de Tobrouk », basé à l'est du pays. Ce gouvernement agglomère des réseaux tribaux, des anti-islamistes et des ex-kadhafistes recyclés dans les institutions nées de la révolution de 2011[26]. Son principal bras armé est l'auto-proclamée « Armée nationale libyenne » (ALN) commandée par le général Khalifa Haftar et est ponctuellement soutenu face aux djihadistes par les frappes aériennes de l'Égypte et des Émirats arabes unis ;

- le gouvernement rival du Congrès général national (CGN), également connu sous le nom de « gouvernement de Tripoli », basé à l'ouest dans la capitale Tripoli, dominé par les Frères musulmans et soutenu par le Qatar et la Turquie ;

- plusieurs groupes djihadistes liés ou proches d'Al-Qaïda comme Ansar al-Charia, groupe dissous depuis le 27 mai 2017[27],[28] ;

- la branche libyenne de l'État islamique ;

- des milices toubous, touarègues et arabes dans le Sud du pays.

## Contexte politique
Après les élections du 7 juillet 2012, la Libye est gouvernée par le Congrès général national (CGN), l'organe législatif élu qui remplace le Conseil national de transition. Celui-ci est présidé par un islamiste modéré, Mohamed Youssef el-Megaryef, jusqu'à sa démission le 28 mai 2013, à qui succède Nouri Bousahmein (chef de l'État), élu le 25 juin 2013,.
Parallèlement, des groupes armés prennent le contrôle d'installations pétrolières en juillet 2013 et le président est rapidement accusé d'abuser de ses pouvoirs pour entraver les débats et enquêtes. De plus, le CGN décide d'appliquer la charia au pays en décembre 2013 et de prolonger unilatéralement son mandat au-delà du terme prévu (janvier 2014).
Le 14 février 2014, le général Khalifa Haftar, un ancien officier supérieur sous le régime de Kadhafi exilé aux États-Unis depuis 1990 et revenu en 2011, annonce qu'il dissout le CGN et appelle à la formation d'un comité de gouvernement intérimaire pour superviser de nouvelles élections. Le CGN dénonce une tentative de coup d'État.
Le 11 mars, le Premier ministre Ali Zeidan, incapable d'assurer l'ordre en Libye et de reprendre le contrôle des installations pétrolières tombées aux mains de groupes armés depuis juillet 2013, est destitué par le CGN et prend la fuite. L'intérim est assuré par Abdallah al-Thani.
Le général Haftar lance alors une offensive en mai 2014 sur les zones passées aux mains de groupes armés salafistes à Benghazi tandis que des milices rivales s'affrontent pour le contrôle de l'aéroport de Tripoli. Deux blocs se forment : la coalition baptisée « Aube de la Libye », dominée par les islamistes et les brigades de Misrata, et les forces regroupées autour d'Haftar.

## Déroulement

### 2014

#### Bataille de Benghazi

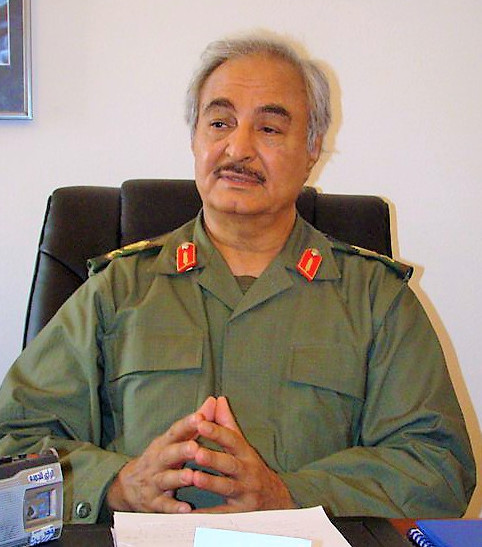
Le général Haftar qui a lancé l'opération anti-islamiste le 16 mai 2014.

Le 16 mai 2014, des affrontements éclatent à Benghazi entre les partisans du général à la retraite Khalifa Haftar d'une part, regroupés sous le nom d'« Armée nationale libyenne » (ANL), et la Brigade des martyrs du 17 février et les salafistes d'Ansar al-Charia d'autre part,.
Le 18 mai 2014, les troupes d'Haftar prennent d'assaut le bâtiment du Parlement à Tripoli, notamment les brigades de Zintan.
Le général déclare que l'objectif de cette offensive, nommée Opération Dignité, est de rétablir la souveraineté de l'État libyen et de lutter contre le terrorisme,,. Cependant, celle-ci est dénoncée par le gouvernement libyen, qui donne l'ordre à l'armée régulière de contrôler « tous les groupes armés » opérant dans Benghazi tandis que le chef d'état-major de l'armée libyenne, Abdessalem Jadallah, appelle « l'armée et les révolutionnaires à s'opposer à tout groupe armé qui tente de contrôler [la ville] par la force des armes ».
Le 9 juin, Ansar al-Sharia tente d'assassiner le maréchal Haftar à Benghazi.
Au moins 36 personnes sont tuées dans la nuit du 28 ou 29 juillet dans la ville de Benghazi au cours de violents affrontements entre forces spéciales libyennes et combattants islamistes. Le 29 juillet 2014, un avion militaire engagé dans des combats aux côtés des forces du général Haftar s'écrase. Le même jour, des groupes armés islamistes, dont Ansar al-Sharia, s'emparent d'une base militaire qui servait de quartier général à la brigade Al-Saiqa loyale au général Haftar. En août, Ansar al-Charia annonce la fondation d'un « émirat islamique » à Benghazi.

#### Bataille pour l'aéroport de Tripoli (13 juillet-22 août)
Parallèlement, le 13 juillet commencent des combats pour le contrôle de l'aéroport de Tripoli entre milices rivales. Des miliciens originaires de Zintan, à 160 km au sud-ouest de Tripoli, contrôlent le site depuis le renversement du régime de Mouammar Kadhafi en 2011, après avoir pris de Tripoli avec l'aide de la Coalition. Le 17 juillet 2014, plusieurs obus tombent sur le terminal de l'aéroport international de Tripoli. Des combattants venus de Misrata, la capitale économique à 200 km à l'est de la capitale, tentent de les déloger.
Ces combats s'étendent le 18 juillet 2014 à la route de l'aéroport dans le sud de la capitale libyenne, notamment autour du quartier d'Abou Slim, situé à une quinzaine de kilomètres de l'aéroport. Le 23 juillet 2014, des explosions sont entendues depuis le centre de la capitale et des colonnes de fumée visibles au-dessus du secteur de l'aéroport. Le 26 juillet, les États-Unis font évacuer leur ambassade à Tripoli vers la Tunisie. Le 27 juillet 2014, le bilan atteint 97 morts et 400 blessés. Le même jour, 23 ouvriers égyptiens sont tués par un tir de roquette sur leur foyer situé dans ce secteur. Le 31 juillet 2014, les combats reprennent dans le sud de Tripoli. Un cessez-le-feu temporaire d'une journée est négocié pour permettre aux pompiers d'éteindre l'incendie faisant rage dans un dépôt de carburants touché par une roquette. Le bilan est de 200 morts en deux semaines. En août 2014, selon l'agence officielle soudanaise Suna, dix-huit Soudanais sont tués à la suite d'un tir de roquette dans la banlieue de Tripoli, sans précision de date et d'heure de l'incident.
Le 23 août 2014, après 10 jours d'affrontements, l'aéroport tombe finalement aux mains des islamistes,. Les troupes alliées à Haftar sont expulsées de Tripoli.
À la suite de ces événements, le Maroc se place en état d'alerte aérienne. Selon The New York Times, des avions émiratis et égyptiens lancent des mesures de rétorsion en menant plusieurs séries de frappes contre des milices islamistes à Tripoli.

#### Dissensions entre islamistes à Benghazi
À la mi-août, des dissensions commencent à apparaître à Benghazi entre islamistes proches des Frères musulmans et djihadistes qui disent avoir été marginalisés au sein du Congrès général national. En effet, le 16 août, un groupe des Frères musulmans composé d'islamistes plus modérés annonce un nouveau conseil pour faire face aux problèmes de la ville, appelé le Conseil de la Choura de Benghazi. En réponse, le Conseil de la Choura des révolutionnaires de Benghazi, djihadiste, l'accuse de tenter d'accaparer le pouvoir et les gains réalisés par les djihadistes, et lui dénie toute légitimité.
Au mois de septembre, les brigades de Fajr Libya étendent leur contrôle du centre de Tripoli. La Chambre des représentants se réfugie sur un ferry grec à Tobrouk (le Elyra de la compagnie ANEK Lines,). Le Congrès général national est rétabli,.
Le 6 septembre 2014, la Libye affirme qu'un avion de transport militaire soudanais rempli de munitions à destination d'un aéroport de Tripoli sous le contrôle d'un groupe armé a violé son espace aérien.
De violents combats éclatent dans la ville de Kikla et ses environs le 11 octobre lorsque les brigades de Zintan lancent une offensive pour prendre le contrôle de plusieurs villes et routes dans le djebel Nefoussa aux mains de Fajr Libya, faisant au moins 23 tués. De nombreux habitants blessés dans les combats sont traités dans les établissements médicaux de Gharyan. L'intensification des combats dans le djebel de Nefoussa a soulevé des craintes de la perspective d'une guerre tribale et ethnique plus large.

#### Début du siège de Benghazi
Le 15 octobre 2014, alors que les combats se poursuivent à Gharyan, les troupes fidèles à Haftar lancent des attaques aériennes et terrestres contre Ansar-al-Charia et la Brigade des martyrs du 17 février à Benghazi. C'est le début du siège de Benghazi, qui durera trois ans. Haftar affirme qu'il s'agit de la phase finale de l'opération Dignité et qu'il démissionnera de son poste à la fin de l'opération pour nommer un nouveau chef d'état-major. Il existe des rapports contradictoires quant à une éventuelle participation ou soutien de l'Égypte à l'offensive.
Le 31 octobre 2014, le Majilis Choura Chabab al-Islam, qui contrôle une partie la ville côtière de Derna, annonce prêter allégeance à l'État islamique,,.
Le 1er novembre, les brigades de Zintan attaquent la ville de Kikla tuant dix-huit combattants de Fajr Libya et en blessant quatre-vingt-quatre autres. Le 5 novembre, le bilan est de 142 morts et 518 blessés.
Le 13 novembre, des bombes explosent à Tripoli près des ambassades égyptienne et émiratie sans faire de dégâts ni victimes.
Le 24 novembre, des avions de combat loyaux à Haftar attaquent l'aéroport de Mitiga à Tripoli. L'attaque entraîne la fermeture temporaire de ce dernier, mais les installations aéroportuaires ne sont pas endommagées. Le 25 novembre, un deuxième raid aérien est mené contre Mitiga.
Le 2 décembre, selon des sources locales, sept personnes dont cinq travailleurs étrangers, sont tuées et 25 autres blessées lors d'un raid aérien mené par les forces pro-Haftar contre la ville portuaire de Zouara dans l'ouest du pays.
Le 25 décembre, une roquette atteint un réservoir pétrolier à al-Sedra. Par ailleurs 19 soldats du bataillon 136 sont tués lors d'une attaque de miliciens de Fajr Libya à Syrte alors qu'ils surveillaient une centrale électrique.

#### Sud de la Libye
Le 5 novembre, une milice touarègue aurait pris le contrôle du gisement pétrolier d'El Sharara dans le Fezzan.

#### Conséquences

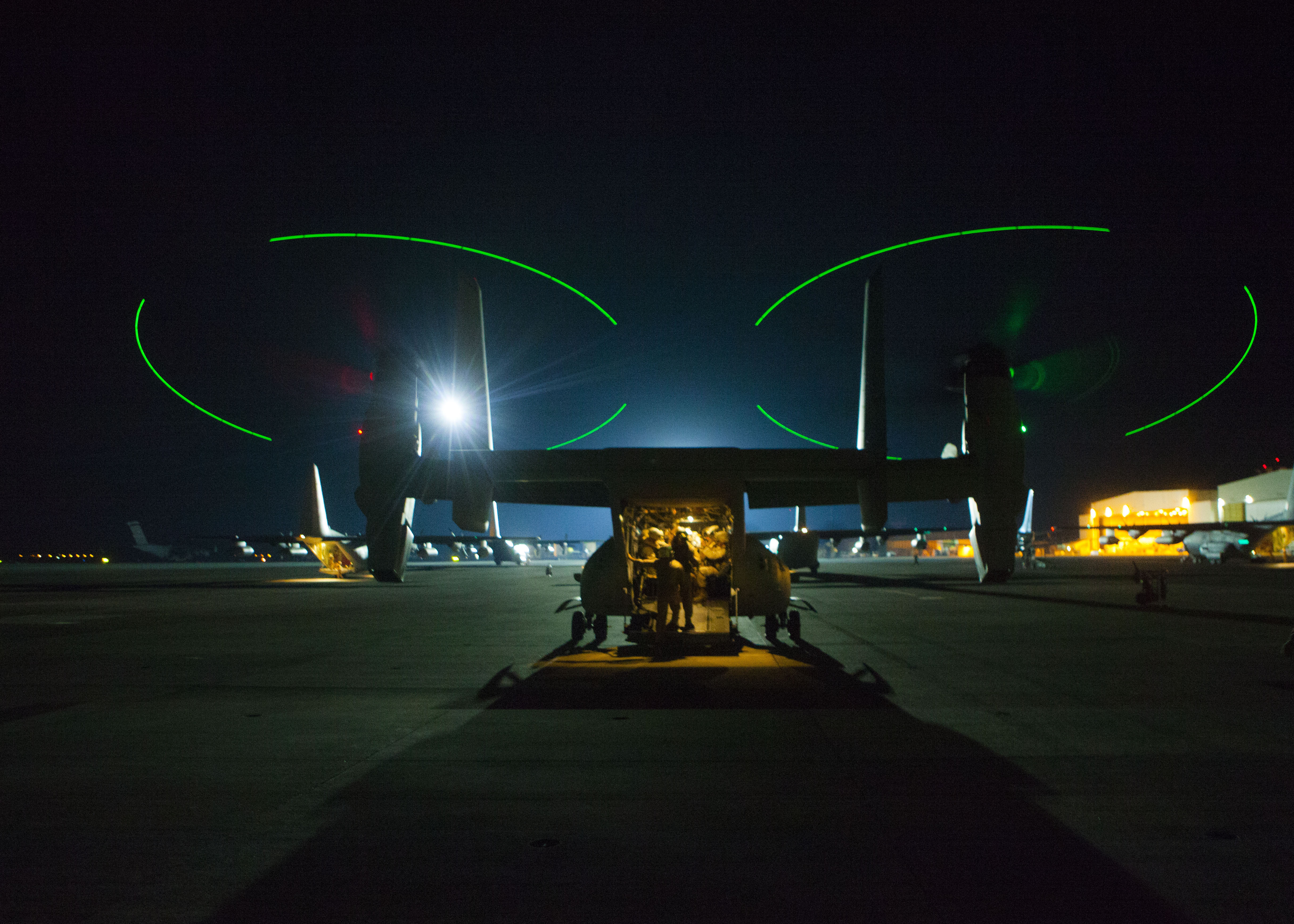
Marines américains en train de se préparer à la base aérienne de Sigonella pour évacuer le personnel de l'ambassade des États-Unis à Tripoli.

Le 13 août 2014, la Chambre des représentants adopte une loi portant sur la dissolution de toutes les milices officiellement reconnues, financées et formées après la révolution de février 2011. Sur les 104 représentants présents, 102 d'entre eux ont voté en faveur de la résolution. Une date limite fixée au 31 décembre 2014 a été donnée pour la mise en œuvre de la loi. La Chambre avait tenté de faire passer la loi la veille mais n'avait pas réussi à s'entendre sur sa formulation. En dépit de celle-ci, il est difficile de savoir comment elle serait appliquée. Le même jour, la Chambre appelle également l'ONU et le Conseil de sécurité à intervenir en Libye pour protéger les civils et les institutions gouvernementales. Un représentant affirme que la Chambre aurait été contrainte à cet appel à l'aide internationale après que des appels pour un cessez-le-feu aient été ignorés. Le 6 novembre, la Cour suprême fait invalider les élections législatives de juin 2014.
Le 18 décembre 2014, la National Oil Corporation, compagnie pétrolière nationale de Libye réaffirme sa neutralité dans le conflit.

#### Réactions internationales
Le 16 mai 2014, le gouvernement algérien répond à une menace terroriste en envoyant une équipe de forces spéciales évacuer son personnel diplomatique hors de Libye. Le 26 juillet, les États-Unis font évacuer leur ambassade à Tripoli vers la Tunisie. De même que la France, et le Royaume-Uni ont évacué leur personnel diplomatique et que l'Inde et la Thaïlande ont commencé à évacuer leurs ressortissants travaillant sur le sol libyen,. Le 23 août, la Libye voit ses droits d'accueillir la Coupe d'Afrique des nations de football 2017 révoqués en raison du conflit.
Le 10 décembre 2014, l'Union européenne décide d'interdire de vol dans son espace aérien toutes les compagnies libyennes pour des raisons de sécurité.
Le 16 décembre 2014, le président tchadien Idriss Déby a appelé l'OTAN à intervenir de nouveau en Libye.

### 2015
Le 18 janvier 2015, Fajr Libya et l'armée nationale libyenne annoncent un cessez-le-feu et les négociations reprennent à Genève le 26 selon l'ONU.
Le 27 janvier, une attaque terroriste, revendiquée par l'organisation État islamique, menée contre l'hôtel Corinthia à Tripoli provoque la mort de neuf personnes dont cinq étrangers parmi lesquels un ressortissant français employé de la compagnie aérienne Buraq Air.
Amnesty International publie un rapport indiquant que plusieurs dizaines de personnes au moins ont été enlevées et exécutées par les deux camps.
Début février, une centaine de pick-up de l'État islamique parade à Nofilia. Le 14 février, 800 hommes de l'EI prennent le contrôle d'une partie de la ville de Syrte,. Le lendemain, l'organisation annonce la décapitation de 21 coptes égyptiens et en représailles, l'Égypte bombarde des positions de l'EI à Derna, faisant peut-être une cinquantaine de morts selon un haut gradé libyen, dont sept civils selon Amnesty International,. L'exécution des coptes provoque également la fuite hors de Libye de 25 529 Égyptiens en douze jours,.
Officiellement Fajr Libya demeure dans le déni vis-à-vis de l'État islamique et nie la présence de ce groupe sur le sol libyen, il mobilise cependant un millier d'hommes et annonce son intention de reprendre Syrte. Le 20 février, trois véhicules piégés explosent à al-Qoba, dans l'est, faisant 40 morts et 70 blessés. L'attaque est revendiquée par l'État islamique.
Le 3 mars, des djihadistes prennent le contrôle des champs pétrolifères d'Al-Bahi et Al-Mabrouk, dans le centre du pays.
Le 14 mars, des combats éclatent près de Syrte et Noufliyeh entre l'État islamique et des membres de la milice Fajr Libya proche du gouvernement rebelle du Congrès général national. Ils auraient fait au moins 14 morts du côté des miliciens et 15 chez l'EI, dont un chef, le Tunisien Ahmed Rouissi,,,,.
Le 1er avril 2015, le chef du gouvernement libyen rebelle, Omar al-Hassi, rejette son limogeage décidé la veille par le Congrès général national qui contrôle Tripoli avec la milice Fajr Libya . Omar al-Hassi, un universitaire de 55 ans, avait été nommé au poste de chef du gouvernement en août 2014 à la suite de la prise de Tripoli par la milice Fajr Libya. Mais sa gestion des affaires politiques et sécuritaires est contestée par des membres du CGN qui ont réclamé son départ. On lui reproche notamment, selon une autre source parlementaire, de n'avoir pas congédié des ministres accusés de « corruption ». Après la prise de Tripoli par Fajr Libya, le gouvernement et le Parlement reconnus par la communauté internationale s'exilent dans l'est du pays. L'ONU tente d'arracher un accord sur un gouvernement d'unité nationale auprès des deux principaux camps qui se disputent le pouvoir.
Le 13, l'ambassade sud-coréenne à Tripoli est attaquée par deux hommes armés, faisant deux morts et un blessé. Quelques heures plus tard, une bombe explose près de l'ambassade marocaine. Les attentats sont revendiqués par l'organisation État islamique.
Le 17, des combats ont lieu à Tadjourah, près de Tripoli, entre les forces du gouvernement de Tobrouk et celles du gouvernement de Tripoli. 14 à 32 soldats de l'ANL sont tués, ainsi que quatre miliciens de Fajr Libya et trois femmes.
Le 28 mai 2015, l'État islamique en Libye prend possession de l'aéroport de Syrte. Puis le 9 juin, il s'empare d'une centrale électrique à l'ouest, prenant ainsi le contrôle de toute la ville de Syrte.
Le 10 juin, l'émir de la brigade des martyrs d'Abu Salim et son numéro 2 sont assassinés à Derna par les hommes de l'État islamique. Des combats s'engagent alors dans la ville entre l'EI et le Conseil des moudjahidines de Derna, une coalition de groupes djihadistes rivaux fondée par Abu Salim et proche d'al-Qaïda. Après 10 jours d'affrontements et plusieurs dizaines de morts, l'EI est chassé du centre de Derna,. Le 11 juillet, l'EI reconnaît avoir été chassé de Derna.
Le 17 juin, le Conseil de sécurité fait une déclaration soulignant l'urgence d'une concertation nationale, et se sont félicités des initiatives internationales récentes allant dans ce sens:
- réunion des participants au Dialogue politique libyen, au Maroc, les 8 et 9 juin, à Berlin le 10 juin,
- deuxième forum des chefs de tribu de Libye, au Caire du 25 au 28 mai[121],
- sixième réunion des pays limitrophes de la Libye, organisé à N'Djaména le 5 juin,
- quatrième réunion ministérielle du Groupe de contact sur la Libye, le 12 juin[122].

Le 10 juillet à Skhirat, au Maroc, le gouvernement de Tobrouk paraphe l’accord « de paix et de réconciliation » proposé par l’ONU. Cependant les représentants du Parlement de Tripoli sont absents de cette réunion.
Du 11 au 14 août, des combats ont lieu à Syrte. La tribu des Ferjani et des salafistes quiétistes s'insurgent contre les djihadistes salafistes de l'État islamique mais la rébellion échoue. Les affrontements et la répression font 150 à 200 morts selon l'ambassadeur de Libye à Paris.
Le 27 septembre, trois soldats du gouvernement libyen reconnu par la communauté internationale ainsi que 7 jihadistes du groupe extrémiste État Islamique (EI) sont tués dans des combats dans la ville de Benghazi, selon des sources militaires et médicales. 21 autres membres blessés du gouvernement libyen sont d'autre part soignés à l'hôpital Al-Jalaa à Benghazi. Le commandement général des forces armées annonce que ses militaires ont capturé 9 autres jihadistes dans le secteur de Saberi.
Le 5 octobre 2015, la Chambre des représentants vote une prolongation de ses activités, qui devaient cesser le 20 octobre, à une date indéterminée.
Le 9 octobre 2015, l'ONU propose la formation d'un gouvernement d'union nationale dirigé par Fayez el-Sarraj. Le Haut Conseil d'État, organe exécutif, serait dirigé par Abderrahmane Souihli. Le 12 octobre 2015, l'accord est rejeté par le Congrès général. Le 19 octobre 2015, la Chambre des représentants rejette à son tour l'accord.
Le 21 octobre 2015, l'émissaire de l'ONU, Bernardino León (en), annonce la poursuite des négociations entre les deux parties.
Le 3 novembre 2015, le ministre du Plan du gouvernement de Tripoli est enlevé par des hommes armés.
Le 6 décembre 2015, les délégués des deux parlements signent un accord stipulant la formation d'un gouvernement d'unité dans les vingt-cinq jours, la formation de deux commission mixtes chargées, respectivement de nommer, pour la première, parmi les députés des deux blocs, le chef et les vice-chefs du gouvernement, alors que la seconde est chargée d'amender la Constitution adoptée sous le royaume de Libye, qui serait alors rétablie,. Cependant, le nouveau médiateur, Martin Kobler, n'apporte pas son soutien au projet. En effet, des désaccords subsistent sur la forme du gouvernement, république ou monarchie, et sur le degré d'autonomie de la Cyrénaïque. L'annonce intervient alors que le chef du gouvernement désigné, Fayez el-Sarraj, devait annoncer la composition de son gouvernement et que le nouveau médiateur déclarait considérer les deux camps comme « illégitimes ».
La signature de l'accord, initialement prévue pour le 16 décembre, est reportée pour le lendemain 17. Celui-ci prévoit la formation d'un nouveau gouvernement et la mise en place d'un Haut Conseil d'État et d'un Conseil présidentiel. L'accord est finalement signé à cette date par les vice-président des deux Parlements mais a pourtant été rejeté par des membres des deux législatures.
Le 16 décembre, des combats éclatent à Ajdabiya, opposant les forces du gouvernement de Tobrouk aux djihadistes d'Ansar al-Charia. Le 20 décembre, le bilan est d'au moins 17 morts et 27 blessés parmi les combattants des deux camps et les civils,.
Le 23 décembre 2015, le Conseil de sécurité de l'ONU apporte son soutien à l'accord. Le 31 du même mois, l'accord est finalement accepté par Aguila Salah Issa, président de la Chambre des représentants,. Auparavant, les présidents des deux chambres parlementaires rivales, Aguila Saleh Issa et Nouri Bousahmein, avaient refusé l'accord de l'ONU,.

#### Sud de la Libye
En juillet 2015, au moins 40 personnes sont tuées et des dizaines blessées dans le sud-est du pays à la suite d'affrontements entre les tribus Toubous et Touaregs.
Au sud-ouest, à Oubari, des affrontements opposent également Touaregs et Toubous depuis octobre 2014. Les Toubous, qui vivent à cheval sur la Libye, le nord du Tchad et du Niger, sont impliqués depuis février 2015 dans des affrontements meurtriers avec des tribus locales du sud du pays, notamment à Koufra et Sebha. Les 18 et 19 mai 2015, des combats entre des milices de ces deux communautés font au moins 17 morts et 16 blessés.

### 2016
Le 4 janvier 2016, l'État islamique lance une offensive à l'est de Syrte. Les djihadistes s'emparent de Ben Giauad et attaquent ensuite des terminaux pétroliers à Ras Lanouf, Marsa El Brega et al-Sedra. Début janvier, l'EI reçoit également l'allégeance de combattants à Ajdabiya,. Le 7 janvier, un attentat de l'EI à Zliten, tenue par Fajr Libya, fait au moins 65 morts parmi les garde-côtes.

#### Formation du gouvernement Sarraj
Le 19 janvier 2016, un nouveau gouvernement est formé par Fayez el-Sarraj. Cependant, le 25 janvier 2016, la Chambre des représentants refuse d'accorder sa confiance au nouveau gouvernement. El-Sarraj présente par conséquent sa démission ainsi que celle de son gouvernement. Le lendemain 26 janvier, il annonce la formation d'un nouveau gouvernement dans les dix jours.
Le 9 février 2016, Fayez el-Sarraj demande une semaine de plus pour former le gouvernement. Le 14 février 2016, un nouveau gouvernement est proposé. Le 23 février 2016, la séance censée approuver la composition du nouveau gouvernement, est reportée d'une semaine, faute de quorum suffisant. Certains députés de Tobrouk affirment avoir été empêchés de voter.
Le 29 janvier 2016, après avoir intercepté des ressortissants marocains qui tentaient de rejoindre l'État islamique en Libye, en se dirigeant vers Syrte, l'Algérie suspend ses liaisons aériennes avec la Libye.
Le 12 février 2016 à Benghazi, Daech abat un avion Mig de l'armée libyenne.
Le même mois, le gouvernement de Tripoli menace de mettre fin aux liaisons avec la Tunisie si elle ne renonce pas à interdire l'atterrissage d'avions libyens sur son territoire.
Le 19 février, l'aviation américaine tue une cinquantaine de djihadistes de l'État islamique dans des frappes près de Sabratha. La nuit du 23 au 24, les hommes de l'EI font une incursion à l'intérieur de Sabratha, avant d'en être repoussés par les forces de Fajr Libya.
Les forces de l'ANL prennent Ajdabiya le 21 février après des combats qui font au moins sept morts et 31 blessés, puis le centre-ville de Benghazi le 23 février,.
Le 25 février 2016, l'ONU accuse tous les camps de crimes de guerre.
Le 11 mars 2016, le ministre français des Affaires étrangères, Jean-Marc Ayrault, demande à l'Union européenne de sanctionner les dirigeants des Parlements rivaux, qui sont Khalifa al-Ghowel et Nouri Bousahmein pour Tripoli et Aguila Salah Issa pour Tobrouk.
Le 12 mars 2016, Fayez el-Sarraj prend ses fonctions à Tunis. Par ailleurs, le gouvernement est investi sans vote de confiance, qui n'a pu avoir lieu mais qui est soutenu par la France, les États-Unis, l'Allemagne, l'Italie et le Royaume-Uni. Par ailleurs, ce gouvernement justifie sa légitimité par une pétition signée par la majorité des membres de la Chambre des représentants. Le 17 mars, el-Sarraj annonce que son gouvernement s'installera prochainement à Tripoli. Mais le jour-même, le Parlement de Tripoli rejette la déclaration d'entrée en fonction du gouvernement d'union. Le 19 du même mois, c'est au tour de celui de Tobrouk de le rejeter. Le 23 mars, Khalifa al-Ghowel, Premier ministre dans le gouvernement de Tripoli, rejette la médiation de Martin Kobler. Le 25 mars, les autorités basées à Tripoli décrètent l'état d'urgence. À Tripoli, des manifestations sont organisées contre l'installation du gouvernement d'entente dans la ville, qui devrait siéger dans la station balnéaire de Palm City. Le 30 mars, le secrétaire général de l'ONU, Ban Ki-moon, appelle à l'installation du gouvernement d'union à Tripoli. Ensuite, el-Sarraj arrive par voie maritime à Tripoli avec son gouvernement, après avoir été empêché d'atterrir par des milices. Les autorités de Tripoli lui demandent de quitter la ville, tandis que l'ONU « se félicite » de l'arrivée du Conseil présidentiel. Le jour-même, des miliciens pro-Sarraj prennent le contrôle du siège d'une chaîne de télévision pro-Congrès général national. Le 31 mars, dix municipalités de l'Ouest reconnaissent le gouvernement d'entente nationale. Une manifestation de soutien au nouveau gouvernement a lieu et rassemble trois-cents personnes à Tripoli. Le jour-même, l'UE sanctionne les dirigeants des deux parlements. Le même jour, Khalifa al-Ghowel et Nouri Bousahmein quittent la capitale libyenne et se replient à Misrata,. Le 1er avril, le gouvernement d'union peut quitter la base maritime de Tripoli pour visiter le reste de la ville. Dans la soirée, le Conseil de sécurité de l'ONU lui apporta son soutien. Le 3 avril 2016, la banque centrale, la compagnie pétrolière et le fonds souverain, reconnaissent le gouvernement. Finalement, le 5 avril, les autorités sortantes de Tripoli cèdent officiellement le pouvoir à Fayez el-Sarraj et le Congrès général national est dissout. Cependant, le cabinet d'el-Sarraj prend le contrôle du site internet de la présidence du gouvernement dès le lendemain. Bousahmein dépose alors un recours à la Cour suprême.
Le 10 avril 2016, Aguila Salah Issa, président du Parlement de Tobrouk, annonce qu'un vote de confiance se tiendrait prochainement. Finalement, la Chambre des représentants décide d'organiser un vote de confiance pour le 18 avril 2016.
Le 5 mai 2016, le gouvernement d'entente crée une chambre d'opération contre l'EI. Le 10 du même mois, son gouvernement annonce la création d'une garde présidentielle . En mai 2016, le gouvernement de Tobrouk, désormais non reconnu, émet sa propre monnaie.

#### Bataille de Syrte
Le 12 mai, l'État islamique s'empare de la localité d'Abou Grein, à l'ouest de Syrte. Non loin de là, le 18 mai, 32 miliciens des forces du gouvernement de Tripoli sont tués dans un attentat-suicide. Cependant les brigades de Misrata ralliées au Gouvernement libyen d’entente nationale (GEN) progressent et reprennent Abou Grein le 19 mai,. Le 31 mai, la Garde des installations pétrolières, ralliée au GEN et soutenue par les forces spéciales britanniques, attaque à l'est de Syrte et reprend les villes de Ben Giauad et Nofilia,. Le 8 juin, les forces du GEN entrent dans la ville de Syrte.
Le 4 juillet 2016, la compagnie pétrolière libyenne est réunifiée, la branche dissidente de l'Est reconnaissant ainsi G3N. Cela permettrait de relancer la production, ce que conteste le gouvernement de Tobrouk.
Le 12 juillet, le GEN, jusqu'alors basé dans une base navale à Tripoli, s'installe dans le centre de la capitale.
Le 14 juillet, le ministre de la Défense du gouvernement d'union, Al-Mahdi Ibrahim al-Barghathi, survit à une tentative d'assassinat à la voiture piégée.
Le 21 juillet, après que la France a annoncé la mort de trois sous-officiers des Renseignements, originaires de Perpignan, dans le crash d'un hélicoptère abattu par des djihadistes, le GEN proteste contre cette présence militaire sans son accord, tandis que des manifestations ont lieu à Tripoli et Benghazi et que des milices réclament le retrait de la France.
Le 1er août, les États-Unis bombardent Syrte à la demande du gouvernement d'union. De nombreux djihadistes sont tués.
Le 22 août, le Parlement de Tobrouk, réuni avec 101 membres sur 198, réclamant le maintien de Haftar, rejette par une voix pour, 39 abstentions et 61 contre, la confiance au gouvernement d'union et charge el-Sarraj de former un nouveau gouvernement. Les députés pro-gouvernementaux, arguant de ne pas avoir été prévenus du déroulement du vote, contestent la légitimité du vote.

#### Offensive de l'ANL sur le Croissant pétrolier
Le 11 septembre 2016 à Ras Lanouf et al-Sedra, l'ANL du général Haftar lance un assaut sur le Croissant pétrolier contrôlé par les Gardes des installations pétrolières d'Ibrahim al-Jadhran,. Les pro-Haftar prennent deux terminaux pétroliers dans ces deux villes. Les combats ont également lieu à Ajdabiya et Zueiteina, tenues par les forces fidèles au GNA. Le 12 septembre, les forces fidèles à Haftar prennent le terminal pétrolier de Zueiteina. Le 13 septembre, elles prennent celles de Brega. L'Union européenne, les États-Unis et l'ONU demandent le retrait des forces de Haftar, et condamnent les manœuvres de Haftar, approuvées en revanche par le Parlement de Tobrouk. Fayez el-Sarraj enjoint aux Gardes des installations pétrolières de reprendre les positions perdues puis, après le soutien apporté par les vice-Premiers ministres Ali al-Qatrani et Fathi al-Majbari à Haftar, décide d'appeler « au dialogue ».
Le 15 septembre 2016, la compagnie pétrolière nationale, loyale à el-Sarraj, annonce la reprise de l'exportation du pétrole dans les quatre terminaux conquis, tout en recevant des ordres du Parlement de Tobrouk. Les troupes de Haftar, récemment promu maréchal par les autorités de Tobrouk, restent néanmoins dans la zone pour surveiller les installations.
Le 18 septembre 2016, les Gardes des installations pétrolières lancent sans succès une contre-attaque pour reprendre les terminaux de Sedra et de Ras Lanouf.
Le 21 septembre 2016, après la fin des combats dans la zone et pour la première fois depuis novembre 2014, un pétrolier maltais quitta le port de Ras Lanouf chargé de barils de pétrole.
Le 6 octobre 2016, l'Union européenne prolonge de six mois les sanctions contre Aguila Salah Issa, Nouri Bousahmein et Khalifa al-Ghowel.
Le 14 octobre 2016, Khalifa al-Ghowel annonce que son gouvernement reprend le pouvoir après s'être emparé du siège du Haut Conseil d'État.
En décembre, les forces pro-Haftar mènent des opérations dans le sud-ouest de la Libye et prennent possession d'al-Jofra, Barak al-Chati et Sebha.
Le 5 décembre, le Gouvernement d'union national achève la reconquête de la ville de Syrte alors dernier bastion de l'État islamique en Libye.

### 2017
La nuit du 18 au 19 janvier, des B-2 et des drones américains mènent des frappes aériennes contre l'État islamique à une cinquantaine de kilomètres au sud-ouest de Syrte. Les États-Unis et le GUN annoncent conjointement que plus de 80 djihadistes ont été tués par ces frappes.

#### Offensive du Croissant pétrolier (mars)
L'Offensive du Croissant pétrolier, qui durera onze jours, est lancée par les Brigades de défense de Benghazi pour prendre le contrôle de cette zone à l'ANL.
Le 3 mars, des attaques permettent aux Brigades de défense de Benghazi de prendre aux forces du maréchal Haftar les villes et les sites pétroliers de Ras Lanouf et d'As-Sidrah,,. Elles les remettent ensuite au Gouvernement d'union nationale, qui avait pourtant condamné cette offensive. Le 6 mars, les forces pro-Haftar annoncent le lancement d'une contre-offensive. Le 7 mars, elles lancent une série de frappes aériennes sur Ras Lanouf et Naoufilia, sans résultat. Le 7 mars 2017, en réaction, le Parlement de Tobrouk se retire du processus de paix et des accords de Skhirat. Le 14 mars, les forces pro-Haftar annoncent la libération de la totalité du Croissant pétrolier et donc des sites de Ras Lanouf et d'al-Sedra.

#### Combats à Tripoli
Entre le 13 et le 15 mars, des combats ont lieu à Tripoli entre le GNA — soutenu par des brigades tripolitaines — et celles du GNS — soutenu par les brigades de Misrata et des brigades amazigh — dans les quartiers de Hay al-Andalous et Gargaresh dans l'ouest de la capitale ainsi qu'au sud du centre-ville,. Un hôpital et une chaîne de télévision sont attaqués. Le 16 mars 2017, le GNS est chassé du pouvoir après la prise par les forces du GNA de l'hôtel Rixos.

#### Sud libyen
Le 31 mars 2017, à l'issue d'un marathon secret de négociation de 72 heures à Rome, soixante chefs de clans du Sud, notamment les chefs de la communauté toubou, de la tribu arabe des Ouled Souleymane et des Touareg, signent un accord pour sécuriser les 5 000 kilomètres de frontières du sud, la frontière de leur région, notamment via la création d'une garde frontalière libyenne. Un représentant du Gouvernement libyen d'union nationale (GNA) était également présent.
Le 5 avril, les forces du maréchal Haftar attaquent la base militaire aérienne de Tamenhant, près de Sebha, défendue par les Brigades de Misrata affiliée aux Gouvernement d'union nationale. Le 9 avril, les Brigades de Misrata annoncent le lancement d'une contre-offensive, baptisée opération « Espoir promis ».
Le 2 mai 2017, Fayez el-Sarraj et Khalifa Haftar se rencontrent à Abou Dabi pour la première fois depuis la nomination de Sarraj. Les deux hommes annoncent la publication prochaine d'un communiqué sur un accord, et les forces du maréchal Haftar suspendent leur offensive dans le sud libyen. Toutefois, le 18 mai, la Troisième Force, une des brigades de Misrata, ainsi que des hommes des Brigades de défense de Benghazi, attaquent la base de Brak Al-Shati, à 70 kilomètres au nord de Sahba, contrôlée par les troupes d'Haftar,,,. L'assaut fait 141 morts, dont des civils, et des exécutions sommaires sont commises,,. Le GNA — auquel la Troisième Force est affiliée — condamne l'attaque et suspend son ministre de la Défense. Le 25 mai, les forces pro-Haftar contre-attaquent et s'emparent sans rencontrer de résistance de la base de Tamenhant, près de la ville de Sebha.
Le 26 mai, des combats entre les forces loyales au gouvernement d'union nationale et des groupes rivaux font au moins 13 morts et 80 blessés à Tripoli. De plus, après l'attaque meurtrière contre des coptes du 25 mai 2017, l'armée égyptienne lance des raids aériens contre des camps d'entrainement terroristes dans la ville de Derna, dans l'est de la Libye.
Le 3 juin, les forces pro-Haftar s'emparent d'une base aérienne à al-Joufra, située à 500 km au sud de Tripoli. Cette base était occupée notamment par les Brigades de défense de Benghazi. Selon le porte-parole de l'ANL, celle-ci s'est également emparée des villes de Houn et Soukna, situées autour de cette base où des dépôts de munitions et des véhicules armés sont trouvés. À l'issue de cette séquence, les forces loyales à Haftar contrôlent désormais les villes et bases militaires importantes du sud désertique libyen.
Le 20 juin 2017, Ghassan Salamé est nommé envoyé spécial à la tête de la mission en Libye par le Conseil de sécurité de l'ONU.
Le 5 juillet, le maréchal Khalifa Haftar annonce la fin de la bataille de Benghazi.
Le 25 juillet, Khalifa Haftar et Fayez el-Sarraj se rencontrent en France, au château de La Celle, près de Paris. Les deux hommes signent un cessez-le-feu et déclarent dans un communiqué commun : « Nous nous engageons à un cessez-le-feu et à nous abstenir de tout recours à la force armée pour ce qui ne ressort pas strictement de la lutte antiterroriste ». Ils prennent également « l'engagement solennel d’œuvrer pour la tenue des élections présidentielle et parlementaire dès que possible »,,,.
Le 31 juillet 2017, le projet de constitution est voté à El Beïda.

#### Bataille pour Sabratha (septembre-octobre)
Le 17 septembre, des combats éclatent à Sabratha. Jusqu'à l'été 2017 et la conclusion d'un accord entre l'Italie et le chef local, Ahmed Dabbachi, dit Al-Ammou, cette ville était le principal point de départ des migrants vers l'Europe,. Les affrontements opposent deux groupes : le Bataillon 48 (la milice d'Ahmed Dabbachi) et la Chambre des opérations anti-Daech, pourtant tous deux officiellement ralliés au gouvernement union nationale (GNA) de Fayez el-Sarraj,. Mais le GNA prend parti contre Ahmed Dabbachi. Selon Le Monde : « Les contradictions internes nourries de rivalités financières ne vont d’ailleurs pas tarder à éclater au grand jour. La montée en puissance du Bataillon 48 d’Ahmed Dabbachi qui, après avoir supervisé l’essentiel du trafic de migrants à Sabratha s’est mis à le combattre en application de l’accord secret avec Rome (générateur pour lui de multiples bénéfices) va braquer d’autres milices ». L'« Armée nationale libyenne », aux ordres du maréchal Khalifa Haftar et basée à Wattiyah, à une soixantaine de kilomètres au sud-ouest de Sabratha, apporte quant à elle son soutien à la milice salafiste madkhaliste Al-Wadi à l'est de la ville. Le 6 octobre, les forces du GNA et la milice Al-Wadi prennent le contrôle de Sabratha,. Selon le ministère de la Santé du GNA, les combats ont fait 39 morts et 300 blessés. Selon le Haut Commissariat des Nations unies pour les réfugiés, 14 500 migrants sont découverts par les autorités libyennes dans la région de Sabratha et 6 000 autres seraient alors toujours aux mains des trafiquants.
Le 17 décembre, deux ans après la signature des accords de Skhirat, le maréchal Haftar affirme que le mandat du Conseil présidentiel, reconnu par la communauté internationale, mais qu'il n'a jamais reconnu, a pris fin.
Le jour même, Mohamad Echtewi, maire de Misrata élu en 2014, est brièvement enlevé à sa sortie de l'aéroport, d'où il revenait de Turquie, puis assassiné.
Le 23 décembre, la commission électorale annonce que les élections présidentielles et législatives auront lieu avant le 30 septembre 2018.

### 2018
En janvier 2018, Jaballah al-Chibani, membre de la Chambre des représentants représentant la ville de Tawarga, qualifie la révolution de février 2011 de « catastrophe », ajoutant que ceux qui diraient le contraire seraient « soit des profiteurs, soit des hypocrites », ajoutant que Kadhafi « est plus honnête qu'[eux] ». Ces déclarations conduisent à l'ouverture d'une enquête parlementaire à son encontre, puisque tout député est tenu à respecter les « buts de la révolution », tandis que certains de ses collègues profèrent des insultes racistes à son égard, le traitant d'« esclave ».
Au même moment, malgré la signature d'un accord autorisant les habitants à revenir dans leur ville, les milices de la ville rivale de Misrata, qui ont pillé et brûlé la ville, les en empêchent, sachant que les premiers étaient contre Kadhafi et les seconds l'ont soutenu. La signature de cet accord serait l'une des motivations du meurtre du maire de Misrata, Mohamad Echtewi, en décembre 2017.
Le 6 février 2018, Mahmoud al-Werfalli, l'un des commandants des forces pro-Haftar, recherché par la CPI pour des violations des droits de l'homme, se rend aux forces du maréchal. Il est relâché dès le lendemain.

#### Offensive de l'ANL dans le Sud
Le 6 février 2018, après qu'Ahmad al-Utaybi, de la tribu arabe des Oulad Souleymane a refusé à Sebha de se soumettre et d'incorporer sa brigade, dite 6e brigade, à l'Armée nationale libyenne du maréchal Haftar, celle-ci est violemment attaquée par des mercenaires tchadiens et soudanais au service de Haftar,. La 6e brigade doit se replier dans la forteresse Elena datant de la colonisation italienne, encerclée par les Toubous pro-Haftar (et plus encore historiquement très hostiles aux Oulad Souleymane),,, déterminés à neutraliser une fois pour toutes ces derniers. Les combats s'intensifient durant la première quinzaine de mai, jusqu'à la chute de la forteresse le 13 mai.
Toutefois, dans un changement de camp spectaculaire, les Oulad Souleymane abandonnent le Gouvernement d'entente nationale (GEN) et se rallient à l'ANL. Ce ralliement est un tournant dans la région depuis le début de la guerre.
En effet, jusqu'ici, l'ANL ne tenait que quelques positions dans le Sud, comme la base aérienne de Tamenhant, près de Sebha, ou la base aérienne de Brak al-Shati, plus au nord. Mais ce n'étaient que des « îles » dans un Sud échappant largement au contrôle de l'ANL. Le maréchal Haftar, qui n'a pas de forces suffisantes pour contrôler le Sud, peut aussi désormais s'appuyer sur des milices locales alliées, à commencer par la brigade la plus importante, la brigade 106, commandée par un Oulad Souleymane, Massoud Jedi al-Slimani, soutient Haftar. En revanche, mécaniquement, la plupart des Toubous, qui contrôlent toute la zone du sud de Sebha jusqu'au Tchad, rompent avec ce dernier.
Parallèlement, l'ANL lance le 19 mars une opération contre certains groupes de mercenaires tchadiens et soudanais dans le Sud. À cette fin, des unités sont envoyées en provenance de Benghazi, sous le commandement de Belqassim al-Abaj, un Arabe Zuwayya qui avait tenu la ville avec les forces pro-Kadhafi jusqu'au début du mois de mai 2011. La force se joint à la brigade Sobol al-Salam, également un milice Zuwayya, basée à Koufra, qui avait combattu les groupes de mercenaires tchadiens et chassé les groupes rebelles darfouri avec succès. Le Conseil de commandement militaire pour le salut de la République (CCMSR) subit plusieurs frappes aériennes.
En octobre 2018, le maréchal Hafter crée une force conjointe avec la 10e, la 181e, la 177e, la 116e et la brigade Sobol al-Salam (Koufra) pour « nettoyer le sud du pays des gangs de criminels et des groupes terroristes. ». Un deuxième épisode de violence éclate dans la région à la mi-octobre avec le lancement par diverses milices libyennes toubou d'une offensive contre des groupes armés étrangers (vaguement identifiés comme des Toubous tchadiens) accusés d'actes de banditisme dans les zones autour d'Oumm al-Aranib, à l'est de Sebha. Une partie des combats a eu lieu dans la région de l'oasis de Tmessa, au nord-est d'Um al-Aranib, et aussi sur le site de la « société chinoise » à la périphérie d’Oumm al-Aranib. La brigade Khalid ibn al-Walid, la brigade de Waw et la brigade toubou des Martyrs d'Oumm al-Aranib combattent ensemble contre ces groupes tchadiens.

#### Négociations
En février 2018, la phase de l'enregistrement des électeurs en vue des élections est toujours en cours.
Le 28 mars, les milices rivales de Misrata et de Zintan signent un accord de réconciliation.
Le 29 mai 2018, les différentes factions, réunies à Paris, annoncent la tenue d'élections présidentielle et législatives pour le 10 décembre 2018.
Le 13 septembre 2018, la loi électorale est adoptée par le Parlement de Tobrouk.

#### Tentative des forces de Jadhran de reprendre le contrôle du Croissant pétrolier
En juin 2018, des forces coalisées autour d'Ibrahim Jadhran, ancien chef des Gardes des installations pétrolières, tentent en vain de reprendre le contrôle du Croissant pétrolier à l'Armée nationale libyenne.

#### Prise de Derna par l'ANL
Début 2018, Derna est la dernière ville de la Cyrénaïque, la région de l'est de la Libye, à échapper au contrôle du gouvernement de Tobrouk. En mai 2018, une vaste offensive de l'Armée nationale libyenne (ANL) du maréchal Khalifa Haftar débute alors contre le Conseil de la Choura des moudjahidines de Derna afin de prendre le contrôle de la ville,. Le 20 juin, la majeure partie de la ville de Derna est reconquise par l'ANL,,. La dernière poche dans le centre-ville tombe en février 2019.

#### Bataille de Tripoli
En septembre, des combats éclatent à Tripoli,. Selon l'analyste Carlo degli Abbati, « La décision de la France d'accélérer le processus électoral en fixant la date du 10 décembre a rendu la situation électrique dans le pays et a provoqué un retournement d’alliance de la part de la 7e Brigade, une milice Tarhouna qui s’est rangée aux côtés du maréchal Haftar », estime ce spécialiste de la Libye. Ayant le vent en poupe, car bien soutenu de l'extérieur, ils auraient pu tenter un coup d'Etat pour s’emparer du pouvoir. C’est probablement ce qui vient de se passer ».

### 2019

#### Offensive de l'ANL sur le Fezzan
Le 16 janvier 2019, l'Armée nationale libyenne (ANL) lance une offensive visant à prendre le contrôle du sud de la Libye, désertée par les Brigades de Misrata depuis juin 2017 et devenue une base arrière de groupes djihadistes, de groupes rebelles tchadiens et de groupes rebelles soudanais,,. L'opération, qui suscite l'inquiétude de l'Algérie, se fait en coordination avec le gouvernement tchadien et avec le soutien de la France,.
Fin janvier, l'ANL sécurise sans difficulté la ville de Sebha,,. Cependant, des combats éclatent bientôt entre l'ANL et les rebelles tchadiens. Le 1er février, des combats éclatent à Ghadduwah, à 80 kilomètres au sud de Sebha et à mi-chemin entre cette dernière et Mourzouq.
Les forces de Haftar encerclent également la ville de Mourzouq, tenue par les Toubous. L'opération suscite le rejet des populations touboues qui vivent dans la région, relayé par l'Assemblée nationale des Toubous et les députés libyens toubous (ces derniers suspendent leur participation aux travaux de la Chambre des représentants de Tobrouk). Auparavant alliés d'Haftar, les Toubous apparaissent alors divisés. Conquise, l'oasis devient une base régionale pour l'ANL.
Le 6 février, l'ANL annonce s'être emparé du champ pétrolier d’al-Sharara, le plus grand du pays, situé près d'Oubari, fermé depuis décembre et auparavant contrôlé par des miliciens touaregs,. Le 6 février, pour contrer la progression d'Haftar, Fayez Al-Sarraj nomme le Touareg Ali Kanna, un ancien militaire khadafiste, commandant de la « zone militaire sud »,,.
Le 4 août 2019, plus de 40 personnes sont tuées et plus de 60 autres blessées lorsque des avions pro-Haftar bombardent une zone résidentielle de Mourzouq.

#### Raid de la rébellion tchadienne en territoire tchadien
Parallèlement, les rebelles tchadiens de l'Union des forces de la résistance (UFR) décident quitter le sud de la Libye et de lancer une incursion en territoire tchadien. Mais entre le 3 et 6 février, leur colonne est bombardée par l'aviation française dans le désert de l'Ennedi. Une vingtaine de leurs véhicules est détruite, et entre 100 et 250 combattants se rendent aux forces gouvernementales tchadiennes,.

#### Offensive de l'ANL sur Tripoli
Le 4 avril, Haftar demande à ses hommes de se diriger vers Tripoli. Les forces pro-Haftar sont alors à 27 km de la capitale, tandis que des renforts pro-GEN arrivent de Misrata. Haftar a repris Sermane et Gheriane. Le lendemain, les troupes pro-Haftar sont repoussées de trois kilomètres.
Une coalition se constitue pour défendre le gouvernement d'entente nationale dans une opération baptisée Volcan de la colère. Cette coalition est composée des milices de Tripoli et des éléments armés de Misrata. Sont incluses la force Rada (1 500 combattants), la brigade de Nawasi (1 800), les hommes de Kikli (800), la garde présidentielle (800).

#### Négociations
Le 28 février 2019, lors de négociations à Abou Dabi, le Gouvernement d'union nationale et le Gouvernement de Tobrouk concluent un accord sur l'organisation d’élections en Libye.Une conférence nationale est prévue pour se dérouler entre le 14 et 16 avril. Une deuxième conférence est prévue en juillet 2019 à Addis Abeba.
Alors que le général Khalifa Haftar marche sur Tripoli, l'Union européenne donne l'ordre aux experts européens travaillant pour la mission EUBAM Libya de quitter la capitale libyenne pour se réfugier à Tunis (Tunisie). Le conseil de sécurité des Nations unies, qui reconnaît le gouvernement de Sarraj comme le gouvernement légal, demande au maréchal Haftar de stopper son offensive.
Le 9 avril, la conférence nationale est reportée sine die compte tenu de l'offensive de l'ANL sur la capitale.

### 2020
Le 2 janvier 2020, la Grande Assemblée nationale de Turquie vote une résolution qui autorise un déploiement de l'armée turque en Libye.
Le 3 janvier 2020, Haftar appelle à la « mobilisation générale » face à une possible intervention turque.
Le 6 janvier, l'ANL s'empare de Syrte lors d'une attaque soudaine qui ne rencontre que peu de résistance.
Un cessez le feu entre en vigueur le 11 janvier 2020 à minuit. Le cessez-le-feu est globalement respecté, malgré quelques violations.

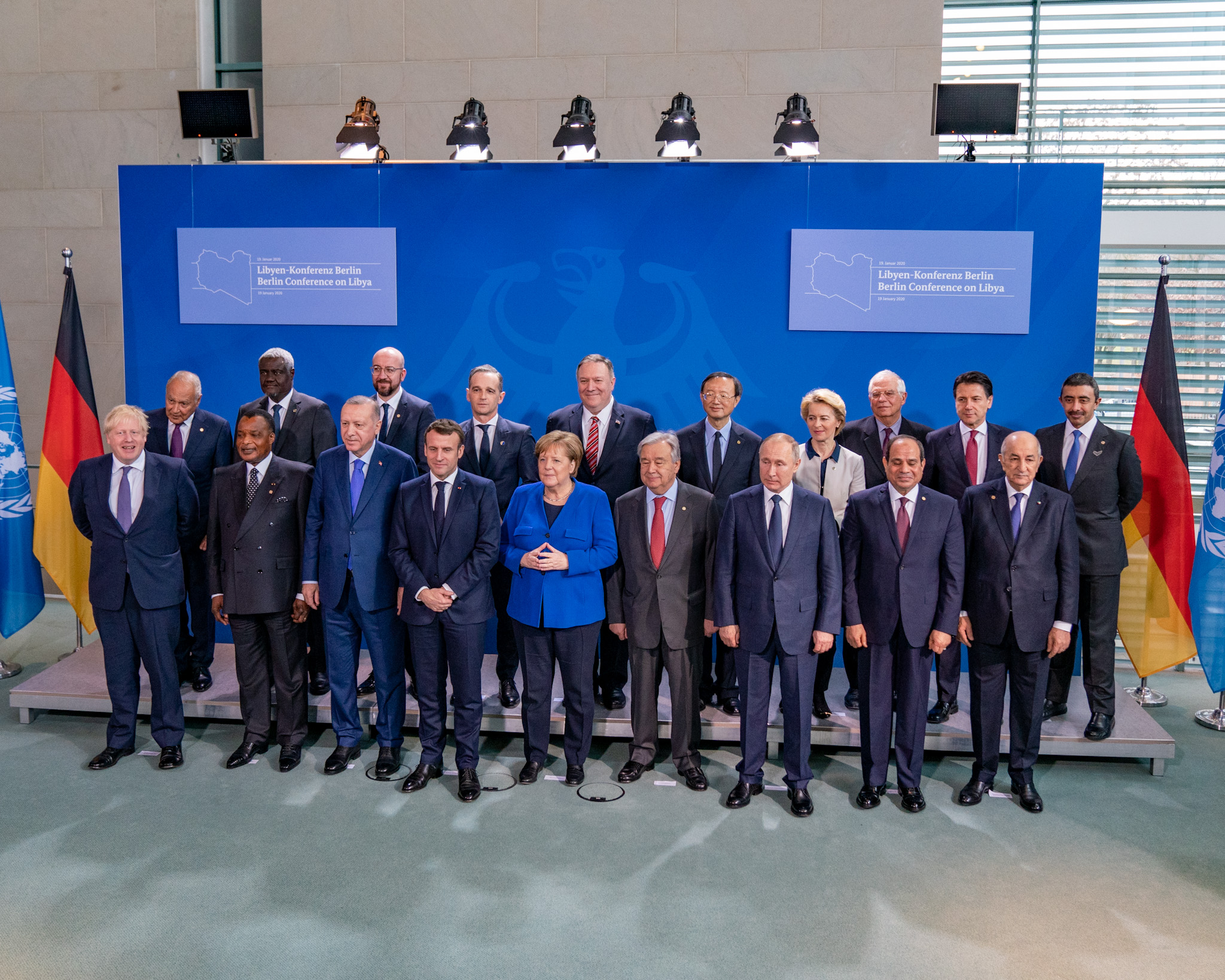
Participants à la conférence de Berlin sur la Libye, en janvier 2020.

Le 19 janvier, une conférence sous l'égide de l'ONU se tient à Berlin, où elle rassemble les chefs d'État ou de gouvernement de l'Allemagne, de la Russie, de la Turquie, de la France, du Royaume-Uni, de l'Italie, des États-Unis, de l'Égypte, des Émirats arabes unis, de l'Algérie et de la république du Congo, ainsi que l'Union africaine, l'Union européenne et la Ligue arabe. Également présent à Berlin, Fayez el-Sarraj et Khalifa Haftar ne se rencontrent cependant pas directement. Un communiqué commun appelant au maintien du cessez-le-feu et au renforcement de l'embargo sur les armes est rendu public par tous les acteurs internationaux invités, mais aucun accord n'est conclu,,,.
La Turquie décide en 2020 de faire déployer des mercenaires pour soutenir les forces combattant l'armée du maréchal Haftar. Un salaire moyen de 2 000 dollars, la nationalité turque et une prise en charge médicale sont promis par Ankara pour les rebelles syriens qui accepteraient de s'engager dans cette guerre. Selon le quotidien britannique The Guardian, à la mi-janvier 2020, 2 000 combattants syriens étaient déjà arrivés à Tripoli depuis la Turquie.
Le 4 juin, appuyés par les drones turcs, les forces du gouvernement libyen d’accord national (GAN) chassent les combattants du maréchal Haftar de la province de Tripoli et reprennent notamment la base d'Al-Watiya. Elles s'engagent ensuite vers la ville de Syrte où elles rencontrent une forte résistance de l'ANL,. Le président turc Recep Tayyip Erdogan a déclaré rejeter l'éventualité d'une reprise des pourparlers : « Nous ne nous assiérons pas à la table des négociations avec Haftar », qualifiant celui-ci de « putschiste ».
En échange de son soutien au GNA, Recep Tayyip Erdogan entend prendre possession des richesses énergétiques de la Libye, dernière possession ottomane en Afrique perdue en 1912. Le pacte de coopération militaire, signé entre Ankara et Tripoli en décembre 2019, est assorti d’un accord de démarcation maritime par lequel la Turquie s’arroge des droits de forage d’hydrocarbures dans la Méditerranée orientale.
Le 6 juin, le gouvernement d'union nationale lance une offensive afin de prendre la ville de Syrte et la base aérienne d'Al-Joufra.
En réponse au déploiement de moyens matériels et humains par la Turquie, la Russie décide de renforcer sa présence en Libye, notamment par le biais du groupe Wagner. Une flotte d'au moins 14 avions de guerre de type MiG-29 et Su-24, des véhicules militaires ainsi que des systèmes antiaériens SA-22 y sont déployés. En plus du déploiement de matériel, la Russie accélère son recrutement et son déploiement de mercenaires Syriens et Russes pour contrer les avancées du gouvernement libyen d’accord national. La directrice des renseignements du commandement des États-Unis pour l'Afrique estime, en septembre 2020, la présence d'environ 3 000 mercenaires russes et de 2 000 mercenaires syriens,. Ces mercenaires syriens, combattant du côté du maréchal Haftar, seraient entraînés à Homs et payés entre 1 000 et 2 000 dollars par la Russie.
Le 10 juin 2020, dans le cadre de l'opération Sea Guardian, un incident maritime intervient au large des côtes libyennes entre marines turque et française.
Le 21 août, les deux gouvernements rivaux annoncent un accord de cessez-le-feu général. Le 23 octobre, un cessez-le-feu national et permanent avec « effet immédiat » est signé à Genève après cinq jours de négociations.

## Suites
Le gouvernement d'unité nationale a été formé le 10 mars 2021, avec Abdel Hamid Dbeibah comme Premier ministre. La Chambre des représentants, basée dans l'est de la Libye, a adopté une motion de censure contre le gouvernement d'union le 21 septembre 2021 à la suite de la candidature de Dbeibah à la présidentielle prévue en décembre 2021.
Finalement deux jours avant la date prévue, l'élection présidentielle libyenne de 2021 est reportée sine die par la Haute Commission électorale.
Candidat au poste de Premier ministre, et candidat à la présidentielle avortée, Fathi Bachagha est élu le 10 février 2022. Abdel Hamid Dbeibah, qui occupe alors la fonction, refuse cependant de quitter le pouvoir, estimant que son mandat court jusqu'en juin 2022 et qu'il ne transférera le pouvoir qu'à un exécutif élu. Bachagha reçoit le soutien de l'Armée nationale libyenne de Khalifa Haftar tandis que Dbeibah demeure reconnu par l'ONU. Disposant de deux semaines pour former son gouvernement, il obtient la confiance de la Chambre des représentants le 1er mars mais Dbeibah refuse de lui céder le pouvoir, estimant que le quorum n'a pas été atteint et que des fraudes ont eu lieu. Il prête serment le 3 mars, mais deux ministres sont absents, celui de la Culture et celui des Affaires étrangères, qui ont été enlevés.
Le 17 mai, Bachagha tente un coup de force en entrant dans la capitale. De nouveaux affrontements éclatent alors entre milices rivales et après plusieurs heures d'échange de tirs, Bachagha annonce avoir « quitté Tripoli pour préserver la sécurité (...) des citoyens ». Il se replie alors sur Syrte.
Le 10 mars 2024, trois hauts dirigeants libyens annoncent qu’ils se sont mis d’accord sur la nécessité de former un nouveau gouvernement d’union nationale qui superviserait les élections législative et présidentielle longtemps retardées.
Le 12 mai 2025, Abdel Ghani al-Kikli, le chef de la milice Ghneiwa, rebaptisée « Autorité de soutien à la stabilité » (SSA), est tué à Tripoli. Celui-ci serait tombé dans un guet-apens alors qu'il était venu assisté à une médiation organisée dans une caserne de la 444e brigade de l'armée libyenne, ralliée au gouvernement d’union nationale. Sa mort provoque des affrontements dans la capitale qui font six à huit morts entre le 12 et le 15 mai et qui se terminent à l'avantage du Premier ministre Abdel Hamid Dbeibah qui renforce sa mainmise sur la ville et l'ouest de la Libye.

## Bilan humain
Armed Conflict Location and Event Data project (Acled), un projet de l'Université du Sussex, donne un bilan par année du nombre de victimes recensées dans les conflits armés en Libye.
- 2014 : 3 334 morts au moins, dont 589 civils
- 2015 : 3 001 morts au moins, dont 492 civils
- 2016 : 3 260 morts au moins, dont 413 civils
- 2017 : 1 663 morts au moins, dont 310 civils
- 2018 : 1 188 morts au moins, dont 276 civils
- 2019 : 2 064 morts au moins, dont 358 civils
- Total : 14 510 morts au moins, dont 2 438 civils

La Mission d'appui des Nations unies en Libye (MANUL) fournit pour sa part les bilans suivants :
- 2019 : au moins 284 civils tués et 363 blessés[349]

En 2021, Airwars donne les bilans suivants pour les victimes civiles des frappes aériennes :
- 1 163 à 2 536 civils tués en 2011[350], dont au minimum 869 civils tués par les forces khadafistes, 223 par l'OTAN et 50 par les rebelles[351].
- 500 à 714 civils tués de 2012 à 2021[352].

Selon l'Observatoire syrien des droits de l'homme (OSDH), 18 000 mercenaires de l'Armée nationale syrienne ont été engagés en Libye en 2020, et 496 d'entre eux y ont trouvé la mort.
La Turquie fait état de la perte de deux de ses militaires en Libye.

### Filmographie
- Épisode Libye, disparition d’un Etat, 20e épisode de la quinzième saison de la série Le Monde en face, d'une durée de 66 minutes et 44 secondes. Réalisation de Kamal Redouani. Diffusé pour la première fois le 14 novembre 2021 à 20 h 55 sur la chaîne France 5.